# برای همسرم
برای همسرم با عنوان اصلی به خاطر او (به فرانسوی: Pour elle‎) یک فیلم سینمایی دلهره‌آور فرانسوی محصول سال ۲۰۰۸ به نویسندگی و کارگردانی فرد کاوای با بازی دیانه کروگر و ونسان لندون است. این فیلم در سال ۲۰۱۰ در آمریکا با نام سه روز آینده بازسازی شد.

## داستان
ژولین و لیزا اوکلر یک زوج عادی هستند که با پسر کوچکشان اسکار خوشبخت زندگی می‌کنند تا اینکه یک روز پلیس به آپارتمان آنها هجوم برده و لیزا را به جرم قتل دستگیر می‌کند. و او را به ۲۰ سال زندان محکوم می‌کند. اکنون ژولین که از بی گناهی همسرش مطمئن است تصمیم می‌گیرد هرطور شده او را از زندان فراری دهد و …

## بازسازی فیلم
بازسازی آمریکایی با عنوان سه روز آینده در ۱۹ نوامبر ۲۰۱۰ منتشر شد. در این فیلم راسل کرو، الیزابت بنکس و لیام نیسون بازی می‌کنند و کارگردانی آن را پل هگیس بر عهده دارد.